# Жаннере, Себастьен
Себастьен Жаннере (фр. Sébastien Jeanneret; род. 12 декабря 1973, Ле-Локль, Невшатель) — швейцарский футболист, выступавший на позиции защитника.

## Клубная карьера
Профессиональную карьеру начал в 1991 году за клуб «Ла-Шо-де-Фон», в котором провёл два сезона, приняв участие в 62 матчах чемпионата.
Своей игрой за эту команду привлёк внимание представителей тренерского штаба клуба «Ксамакс», в состав которого присоединился в 1993 году. Отыграл за команду из Невшателя следующие шесть сезонов. Большинство времени, проведенного в составе «Ксамакса», являлся основным игроком обороны.
С 1999 по 2000 года защищал цвета клуба «Серветт».
Завершил профессиональную игровую карьеру в клубе «Цюрих», за который выступал с 2000 по 2003 года.

## Карьера за сборную
27 марта 1996 года дебютировал за национальную сборную Швейцарии в товарищеском матче против сборной Австрии (0:1). Был включён в состав на чемпионат Европы 1996 в Англии, где сыграл в двух матчах групповой стадии. Всего Жаннере за сборную сыграл 18 матчей.